# Phagytra
Phagytra là một chi bướm đêm thuộc họ Erebidae.